# 奧里利卡河
奧里利卡河（烏克蘭語：Орілька），是烏克蘭的河流，位於該國東部，流經哈爾科夫州，屬於奧列利河的左支流，發源自卡里尼夫卡以北，河道全長95公里，流域面積805平方公里。